# Omarska
Omarska (serbisch-kyrillisch Омарска) ist ein Dorf mit etwa 6400 Einwohnern in der Opština Prijedor im Nordwesten von Bosnien und Herzegowina. Der Ort liegt südlich des Kozara-Gebirges im Nordwesten der Republika Srpska, etwa auf halbem Weg zwischen Prijedor und Banja Luka.
Omarska wurde während des Bosnienkrieges aufgrund mehrerer Gefangenenlager im Ort und der Umgebung international bekannt. Die Gefangenenlager wurden nach internationalem Druck aufgelöst.
Das Dorf hat einen Bahnhof an der Bahnstrecke Banja Luka–Dobrljin.

## Persönlichkeiten
- Željko Buvač  (* 1961), Fußballspieler und heutiger Trainer
- Jadranka Cigelj (* 1948), Gefangene des Lager Omarska, Autorin und Trägerin des Ludovic-Trarieux-Menschenrechtspreises